# Capi di governo del Commonwealth
I capi del governo del Commonwealth (CHOG) è il nome collettivo per i capi di governo dei paesi membri del Commonwealth delle nazioni. Essi sono invitati a partecipare alla riunione dei capi di governo del Commonwealth ogni due anni, dove la maggior parte dei paesi sono rappresentati dai propri capi di governo o di stato.

## Capi attuali
| Membro del Commonwealth   | Capo del governo | Titolare attuale      | In carica         | Ritratto |
| ------------------------- | ---------------- | --------------------- | ----------------- | -------- |
| Antigua e Barbuda         | Primo ministro   | Gaston Browne         | 13 giugno 2014    |          |
| Australia                 | Primo ministro   | Anthony Albanese      | 23 maggio 2022    |          |
| Bahamas                   | Primo ministro   | Philip Davis          | 17 settembre 2021 |          |
| Bangladesh                | Primo ministro   | Sheikh Hasina         | 6 gennaio 2009    |          |
| Barbados                  | Primo ministro   | Mia Mottley           | 25 maggio 2018    |          |
| Belize                    | Primo ministro   | Juan Briceño          | 12 novembre 2020  |          |
| Botswana                  | Presidente       | Mokgweetsi Masisi     | 1º aprile 2018    |          |
| Brunei                    | Sultano          | Hassanal Bolkiah      | 1º gennaio 1984   |          |
| Camerun                   | Presidente       | Paul Biya             | 6 novembre 1982   |          |
| Canada                    | Primo ministro   | Justin Trudeau        | 4 novembre 2015   |          |
| Cipro                     | Presidente       | Nikos Christodoulides | 28 febbraio 2023  |          |
| Dominica                  | Primo ministro   | Roosevelt Skerrit     | 8 gennaio 2004    |          |
| eSwatini                  | Primo ministro   | Russell Dlamini       | 4 novembre 2023   |          |
| Figi                      | Primo ministro   | Sitiveni Rabuka       | 24 dicembre 2022  |          |
| Gambia                    | Presidente       | Adama Barrow          | 17 gennaio 2017   |          |
| Ghana                     | Presidente       | Nana Akufo-Addo       | 7 gennaio 2017    |          |
| Grenada                   | Primo ministro   | Dickon Mitchell       | 20 giugno 2022    |          |
| Guyana                    | Presidente       | Irfaan Ali            | 2 agosto 2020     |          |
| India                     | Primo ministro   | Narendra Modi         | 26 maggio 2014    |          |
| Giamaica                  | Primo ministro   | Andrew Holness        | 3 marzo 2016      |          |
| Kenya                     | Presidente       | William Ruto          | 13 settembre 2022 |          |
| Kiribati                  | Presidente       | Taneti Maamau         | 11 marzo 2016     |          |
| Lesotho                   | Primo ministro   | Sam Matekane          | 28 ottobre 2022   |          |
| Malawi                    | Presidente       | Lazarus Chakwera      | 28 giugno 2020    |          |
| Malaysia                  | Primo ministro   | Anwar Ibrahim         | 24 novembre 2022  |          |
| Maldive                   | Presidente       | Mohamed Muizzu        | 17 novembre 2023  |          |
| Malta                     | Primo ministro   | Robert Abela          | 13 gennaio 2020   |          |
| Mauritius                 | Primo ministro   | Pravind Jugnauth      | 23 gennaio 2017   |          |
| Mozambico                 | Presidente       | Filipe Nyusi          | 15 gennaio 2015   |          |
| Namibia                   | Presidente       | Hage Geingob          | 21 marzo 2015     |          |
| Nauru                     | Presidente       | David Adeang          | 30 ottobre 2023   |          |
| Nuova Zelanda             | Primo ministro   | Christopher Luxon     | 27 novembre 2023  |          |
| Nigeria                   | Presidente       | Bola Tinubu           | 29 maggio 2023    |          |
| Pakistan                  | Primo ministro   | Shehbaz Sharif        | 4 marzo 2024      | 75px     |
| Papua Nuova Guinea        | Primo ministro   | James Marape          | 30 maggio 2019    |          |
| Ruanda                    | Presidente       | Paul Kagame           | 22 aprile 2000    |          |
| Saint Kitts e Nevis       | Primo ministro   | Terrance Drew         | 6 agosto 2022     |          |
| Saint Lucia               | Primo ministro   | Philip J. Pierre      | 27 luglio 2021    |          |
| Saint Vincent e Grenadine | Primo ministro   | Ralph Gonsalves       | 28 marzo 2001     |          |
| Samoa                     | Primo ministro   | Fiamē Naomi Mataʻafa  | 24 maggio 2021    |          |
| Seychelles                | Presidente       | Wavel Ramkalawan      | 26 ottobre 2020   |          |
| Sierra Leone              | Presidente       | Julius Maada Bio      | 4 aprile 2018     |          |
| Singapore                 | Primo ministro   | Lee Hsien Loong       | 12 agosto 2004    |          |
| Isole Salomone            | Primo ministro   | Manasseh Sogavare     | 24 aprile 2019    |          |
| Sudafrica                 | Presidente       | Cyril Ramaphosa       | 14 febbraio 2018  |          |
| Sri Lanka                 | Presidente       | Ranil Wickremesinghe  | 21 luglio 2022    |          |
| Tanzania                  | Presidente       | Samia Suluhu          | 19 marzo 2021     |          |
| Tonga                     | Primo ministro   | Siaosi Sovaleni       | 27 dicembre 2021  |          |
| Trinidad e Tobago         | Primo ministro   | Keith Rowley          | 9 settembre 2015  |          |
| Tuvalu                    | Primo ministro   | Kausea Natano         | 19 settembre 2019 |          |
| Uganda                    | Presidente       | Yoweri Museveni       | 29 gennaio 1986   |          |
| Regno Unito               | Primo ministro   | Rishi Sunak           | 25 ottobre 2022   |          |
| Vanuatu                   | Primo ministro   | Charlot Salwai        | 6 ottobre 2023    |          |
| Zambia                    | Presidente       | Hakainde Hichilema    | 24 agosto 2021    |          |